# بطولة يوغسلافيا لكرة القدم 1924
بطولة يوغسلافيا لكرة القدم 1924 هو الموسم 2 من الدوري اليوغوسلافي الدرجة الأولى. أشرف على تنظيمه اتحاد صربيا لكرة القدم، وكان عدد الأندية المشاركة فيه 7، وفاز فيه نادي يوغوسلافيا.